# خشک‌شویی
خشک‌شویی یکی از روش‌های شست‌وشو و پاک کردن لباس است. از آنجا که در این روش از آب استفاده نمی‌شود خشک‌شویی نام گرفته‌است.
مولکول‌های آب بسیار قطبی هستند و هنگام شست‌وشو با آب بسیاری از تارهای پارچه آب را به خود جذب می‌کنند و از شکل می‌افتند. به خصوص برای لباس‌های دارای بافت‌های مخلوط مانند کت و شلوار و پالتو، شست‌وشو با آب سبب از بین رفتن فرم و حالت آن‌ها می‌شود. با استفاده از مواد حلّال و شویندهٔ غیرقطبی لباس شکل خود را حفظ می‌کند، و در عین حال لکه‌ها از بین می‌روند.

## روش شست‌وشو
در روش خشک‌شویی لباس‌ها را درون دستگاه مخصوصی قرار می‌دهند و یک ترکیب شیمیایی را به آن اضافه می‌کنند. پس از تمام شدن مدت زمان شست‌وشو، وقتی لباس را از داخل دستگاه بیرون می‌آورند، به‌طور کامل خشک است. خشک‌شویی‌ها برای برداشتن لکه روی لباس‌ها از اصول انحلال‌پذیری استفاده می‌کنند. این‌کار در دو مرحله انجام می‌گیرد، ابتدا لکه توسط یک جسم نرم‌کننده شُل می‌شود سپس با فشار زیاد برداشته می‌شود.
حلّال مورد استفاده در این روش باید بتواند ذرات ریز روغن و چربی موجود در رشته‌های لباس را در خود حل کند. یکی از ترکیبات شیمیایی متداول که برای شست‌وشو با این روش استفاده می‌شود، تتراکلرواتیلن است که با نام‌های پرکلرپلی‌اتیلن، پرکلراتیلن و تتراکلراتن نیز شناخته می‌شود. دیگر مادهٔ مورد استفاده در خشک‌شویی، ۱-برموپروپان و برخی هیدروکربن‌ها است. تتراکلرواتیلن شبیه بنزین است و به‌شکل مایع سنگینی است که هر لیتر آن در حدود سه کیلوگرم وزن دارد. این ماده بو ندارد و خاصیت ضدعفونی‌کننده داشته و از بید زدن لباس نیز جلوگیری می‌کند. این ماده از مواد آلوده‌کنندهٔ محیط زیست به‌شمار می‌رود و می‌تواند برای بدن انسان نیز سمی باشد.
تتراکلرواتیلن که فرّار و اشتعال‌ناپذیر است حلّال مناسبی برای لکه‌های روغنی و گلیسیرین است.
دی‌اکسید کربن مایع نیز از جدیدترین حلّال‌ها است که برای تمیز کردن لکه‌های پارچه نیز کاربرد دارد. این ماده غیرسمی و غیرقابل اشتعال است.

## مقایسهٔ خشک‌شویی با آب‌شویی
در روش خشک‌شویی از حلّال پرکلراتیلن برای حذف لکه‌ها از لباس استفاده می‌شود ولی در آب‌شویی شست‌وشو با استفاده از مواد پاک‌کننده مانند پودر لباسشویی و مایع شست‌وشو، صابون و مواد نرم‌کننده همراه با آب برای حذف کثیفی و گرد و خاک انجام می‌گیرد. لباس‌ها در روش خشک‌شویی در ماشین خشک‌شویی و در روش آب‌شویی در ماشین لباسشویی قرار داده می‌شوند و در فرآیندی تحت عنوان غلت خوردن و گردش شسته می‌شوند.
در روش خشک‌شویی، البسه پس از شست‌وشو کاملاً خشک هستند و نیاز به انجام مراحل خشک کردن نیست ولی آب البسه در روش آب‌شویی پس از شست‌وشو با استفاده از دور تند ماشین لباس‌شویی و در صورت نیاز با استفاده از دستگاه آبگیر و رخت‌خشک‌کن از آن خارج می‌گردد. حلّال خشک‌شویی پس از شست‌وشو حذف یا بازیافت می‌گردد ولی این امکان برای مواد شوینده وجود ندارد. لباس‌ها پس از آب‌شویی نیاز به اتوکشی خواهند داشت.

### مزایای خشک‌شویی
حفاظت از بافت پارچه و افزایش طول عمر البسه، حذف مؤثر چربی‌ها و لکه‌های روغنی سخت، به حداقل رساندن تغییر رنگ، کاهش کشیدگی پارچه

### معایب خشک‌شویی
استفاده از مواد شیمیایی مضر برای افراد و محیط زیست، امکان ایجاد حساسیت پوستی، قیمت بالاتر مواد خشک‌شویی

### مزایای آب‌شویی
عدم ایجاد حساسیت‌های پوستی برای افراد دارای پوست حساس، کاهش استفاده از مواد شیمیایی مضر برای افراد و محیط زیست، قیمت پایین‌تر به دلیل استفاده از مواد شست‌وشوی ارزان‌تر، ایجاد رایحهٔ مطبوع در لباس‌ها

### معایب آب‌شویی
کاهش طول عمر البسهٔ دارای پارچه‌های حساس، امکان آسیب رساندن به تار و پود پارچه، تغییر فرم و شکل البسه، امکان تغییر سایز البسه، رنگ دادن بیشتر البسه